# کورریدو

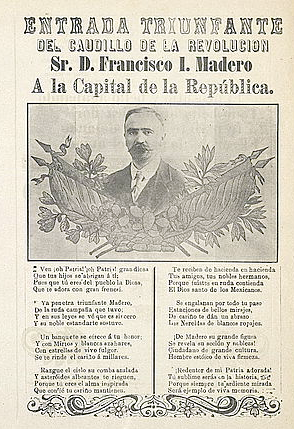
دعوتنامه جشن کوریدو به مناسبت ورود فرانسیسکو مادرو به مکزیکوسیتی در سال ۱۹۱۱.

کوریدو (corrido تلفظ اسپانیایی: [koˈriðo]) یک داستان منظوم رایج است که تصنیفی احساسی را تشکیل می‌دهد. این ترانه‌ها غالباً دربارهٔ ظلم، تاریخ، زندگی روزمره مجرمان و سایر موضوعات اجتماعی مرتبط است. امروزه همچنان در مکزیک یک سبک محبوب است و در طی انقلاب‌های مکزیک در قرن بیستم بسیار طرفدار داشت. این کریدوها عمدتاً از رومانس برگرفته شده‌اند و در رایج‌ترین شکل آن، شامل سلامی از طرف خواننده و پیشگفتار داستان، خود داستان، نکات اخلاقی و خداحافظی خواننده است.
خارج از مکزیک در روز ملی شیلی جشن‌های Fiestas Patrias محبوب است.